# La Cruz del Siglo
La Cruz del Siglo är en ort i Mexiko.   Den ligger i kommunen San Pedro Pochutla och delstaten Oaxaca, i den sydöstra delen av landet, 500 km sydost om huvudstaden Mexico City. La Cruz del Siglo ligger 160 meter över havet och antalet invånare är 331.
Terrängen runt La Cruz del Siglo är varierad, och sluttar söderut.  Närmaste större samhälle är San Pedro Pochutla, 0,77 km nordväst om La Cruz del Siglo. 